# Kolomîiciîha, Svatove
Kolomîiciîha (în ucraineană Коломийчиха) este localitatea de reședință a comunei Kolomîiciîha din raionul Svatove, regiunea Luhansk, Ucraina.

## Demografie
Componența lingvistică a localității Kolomîiciîha
     Ucraineană (93,93%)
     Rusă (5,69%)
Conform recensământului din 2001, majoritatea populației localității Kolomîiciîha era vorbitoare de ucraineană (93,93%), existând în minoritate și vorbitori de rusă (5,69%).